# Goral-chinês
O goral-chinês (Nemorhaedus griseus) é uma espécie de bovídeo da subfamília dos caprinos, encontrada na China, nas províncias de Sichuan, Hubei e Shaanxi.